# أبريل هنتر
أبريل هنتر (بالإنجليزية: April Hunter)‏ (ولدت في 24 سبتمبر 1976) مصارعة أمريكية محترفة، ومديرة أعمال مصارعة، الملاكمة، ممثلة، كاتبة وعارضة لياقة بدنية. ظهرت في العديد من المنشورات، من MuscleMag الدولية لمجلة بلاي بوي.

## روابط خارجية
- أبريل هنتر على موقع IMDb (الإنجليزية)
- أبريل هنتر على موقع قاعدة بيانات الفيلم (الإنجليزية)
- أبريل هنتر على موقع كينوبويسك (الروسية)
- أبريل هنتر على موقع WrestlingData.com (الإنجليزية)
- أبريل هنتر على موقع CageMatch worker (الإنجليزية)
- أبريل هنتر على موقع قاعدة بيانات المصارعة على الإنترنت (الإنجليزية)
- أبريل هنتر على موقع عالم المصارعة على الإنترنت (الإنجليزية)
- Official website
- April Hunter في قاعدة بيانات الأفلام على الإنترنت
- Online World of Wrestling profile